# Sonam Kapoor
Sonam Kapoor (Mumbai, 9 giugno 1985) è un'attrice indiana.

## Biografia
Appartiene ad una delle famiglie di  più importanti di Bollywood: è la figlia di Anil Kapoor e nipote di Sanjay Kapoor.
Ha iniziato a recitare nel 2007, ottenendo una nomination per i Filmfare Awards come Miglior Attrice Debuttante per la sua interpretazione in Saawariya - La voce del destino.

## Musica
Ha partecipato al video del singolo dei Coldplay Hymn for the Weekend assieme alla cantante Beyoncé.

## Filmografia

### Cinema
- Saawariya - La voce del destino (Saawariya), regia di Sanjay Leela Bhansali (2007)
- Delhi-6, regia di Rakeysh Omprakash Mehra (2009)
- I Hate Luv Storys, regia di Punit Malhotra (2010)
- Aisha, regia di Rajshree Ojha (2010)
- Thank You, regia di Anees Bazmee (2011)
- Mausam, regia di Pankaj Kapur (2011)
- Players, regia di Abbas Alibhai Burmawalla e Mastan Alibhai Burmawalla (2012)
- Raanjhanaa, regia di Aanand L. Rai (2013)
- Bhaag Milkha Bhaag, regia di Rakeysh Omprakash Mehra (2013)
- Bewakoofiyaan, regia di Nupur Asthana (2014)
- Khoobsurat, regia di Shashanka Ghosh (2014)
- Dolly Ki Doli, regia di Abhishek Dogra (2015)
- Un tesoro chiamato amore (Prem Ratan Dhan Payo), regia di Sooraj Barjatya (2015)
- Volo Pan Am 73 (Neerja), regia di Ram Madhvani (2016)
- Padman, regia di R. Balki (2018)
- Veere Di Wedding, regia di Shashanka Ghosh (2018)
- Sanju, regia di Rajkumar Hirani (2018)
- Ek Ladki Ko Dekha Toh Aisa Laga, regia di Shelly Chopra Dhar (2019)[1]
- The Zoya Factor, regia di Abhishek Sharma (2019)
- AK vs AK, regia di Vikramaditya Motwane (2020)

### Televisione
- Savdhaan India: Crime Alert - serial TV, 1 episodio (2012)
- Naagin - serie TV, episodio 3x01 (2018)